# Aquaman
Aquaman je superheroj koji se pojavljuje u američkim stripovima koje objavljuje DC Comics. Izradili su ga: Paul Norris i Mort Weisinger. Kao lik je debitirao u „More Fun Comics # 73” (studeni 1941.). U početku je bio sporedni lik u antologijskim naslovima DC-a, a kasnije je glumio u nekoliko svezaka serijala solo stripova kao glavni lik. Tijekom kasnih 1950-ih i 1960-ih u razdoblju preporoda superjunaka poznatoga kao srebrno doba, on je bio osnivač Lige Pravde. Tijekom 90-tih godina, pisci su ozbiljnije protumačili Aquamanov lik, pri čemu su priče prikazivale težinu njegove uloge kralja Atlantide.
Izvorno animirano pojavljivanje lika iz 1960-ih ostavilo je trajan dojam, učinivši Aquamana široko priznatim u popularnoj kulturi i jednim od najpriznatijih svjetskih superheroja. Šale o njegovom slabom prikazu u „Super prijateljima” i uočenim slabim moćima i sposobnostima bile su glavna točka humorističnih programa i stand-up rutina, što je DC-ja nekoliko puta navelo da pokuša lik učiniti oštrijim ili moćniji u stripovima. Suvremeni prikazi stripova pokušavaju pomiriti ove različite aspekte njegove javne percepcije, s mnogim verzijama koje često prikazuju Aquamana kao ozbiljnog i zamišljenog, opterećenog njegovim javnim ugledom, njegovim odgovornostima kao kralja i složenim svijetom atlantidske politike.
Aquaman je sadržan u nekoliko adaptacija, prvo se pojavljuje u animiranom obliku u „The Superman / Aquaman Hour of Adventure” iz 1967., a zatim u programu „Super Friends”. Od tada se pojavio u raznim animiranim produkcijama, uključujući istaknute uloge u seriji Justice League i Justice League Unlimited i Batman: The Brave and The Bold, kao i nekoliko animiranih originalnih filmova „DC Universe”. Glumac Alan Ritchson također je prikazivao lik u live-action televizijskoj emisiji „Smallville”. U DC Extended Universeu, glumac Jason Momoa prikazao je lik u filmovima Batman v Superman: Zora pravednika i Liga Pravde te filmovima Aquaman i Aquaman i izgubljeno kraljevstvo.